# 川口衞
川口 衞（かわぐち まもる、1932年10月21日 - 2019年5月29日）は、日本の建築構造家、構造エンジニア。工学博士（東京大学・論文博士・1966年）。法政大学名誉教授。株式会社川口衞構造設計事務所主宰。国際シェル・空間構造学会(IASS)元会長。趣味特技に民謡。
坪井善勝の下で国立代々木競技場構造設計に参画。
構造設計では建築構造と造形のあり方や、新しい構造技術の開発を主眼として構造設計活動を展開している。教育者、研究者としても建築構造設計を専門として、初期のシェル構造や張力構造、またスペースフレーム構造から免震構造まで、幅広く研究分野を開拓し実践してきた。国立競技場（千駄ヶ谷）建設には、構造アドバイザーとして参加した。

## 略歴
- 1932年 福井県福井市生まれ
- 1955年 福井大学工学部建築学科卒業
- 1957年 東京大学大学院数物系研究科修了
- 1960年 - 2003年 法政大学工学部建築学科勤務
- 1962年 法政大学助教授
- 1964年 - 川口衞構造設計事務所
- 1966年 工学博士（東京大学）
- 1972年 法政大学教授
- 1997年 シュトゥットガルト大学名誉工学博士
- 1998年 スロバキア工科大学名誉工学博士
- 2003年 - 法政大学名誉教授
- 2019年 - 病気のため逝去。86歳没[4]。

## 主な受賞
- 1970年 科学技術庁長官賞「管圧式空気構造建築技術の開発」
- 1970年 日本建築学会特別賞「日本万国博覧会お祭り広場大屋根の構造設計と施工技術」
- 1983年 日本建築学会業績賞「大空間構造に関する一連の研究と業績」
- 1990年 QUATERNARIO VENEZIA(INTERNATIONAL AWARD FOR THECHNOLOGY IN ARCHITECTURE)「サンジョルディパレスの構造設計」
- 1991年 松井源吾賞「サンジョルディパレスの構造設計」
- 1992年 IASS TSUBOI AWARD「サンジョルディパレスの構造設計」
- 1993年 SPECIAL PIONEER’S AWARD (UNIVERSITY OF SURREY, U.K.)
- 1995年 土木学会田中賞「イナコスの橋」
- 1995年 国際橋架構造学会(IABSE)賞「世界の大空間構造・設計思想への貢献」
- 1995年 ひろしま街づくりデザイン賞大賞「A.CITYヒルズ&タワーズ」
- 1996年 日本建築学会作品選奨「イナコスの橋」
- 1997年 日本建築学会賞(業績)「地域に密着したサンドーム福井の建設」
- 2000年 公共建築協会優秀賞「サンドーム福井」
- 2001年 IASS TORROJA MEDAL
- 2004年 JSCA賞「セラミックパークMINOの構造設計」
- 2005年 土木学会デザイン賞「イナコスの橋」
- 2005年 日本免震構造協会賞作品賞「セラミックパークMINO」
- 2006年 BCS賞「鬼石多目的ホール」
- 2015年 日本建築学会大賞「シェル・空間構造の設計法の確立と構造に基づく建築デザインに関する貢献」

## 主な社会活動
- 1981年 - 1982年 日本建築学会 監事
- 1987年 - 1988年 日本建築学会 学術理事
- 1987年 - 2000年 国際シェル・空間構造学会 副会長
- 2000年 - 2006年 国際シェル・空間構造学会 会長

## 主な作品

### 1970年以前
- 1964年 国立代々木競技場
- 1970年 日本万国博覧会お祭り広場大屋根（日本建築学会特別賞）
- 1970年 日本万国博覧会富士グループパビリオン

### 1971年 - 1980年
- 1974年 富士見カントリークラブハウス
- 1977年 吊り構造の家
- 1977年 西日本総合展示場
- 1978年 辛島邸
- 1979年 大分市視聴覚センター
- 1980年 NEG大津工場厚生施設

### 1981年 - 1990年
- 1981年 今市市立図書館・今市市歴史民俗資料館
- 1982年 星陵会館
- 1983年 ワールド記念ホール（日本建築学会賞）
- 1984年 国際科学技術博覧会外国展示館（Aブロック）
- 1987年 武蔵丘陵カントリー倶楽部
- 1988年 100mジャンボ鯉のぼり
- 1989年 シンガポール・インドア・スタジアム
- 1986年 パラウ・サン・ジョルディ（バルセロナ・オリンピック屋内競技場）（松井源吾賞、IASS TSUBOI AWARD）
- 1987年 向ヶ丘遊園展示場
- 1988年 国際花と緑の博覧会国際陳列館

### 1991年 - 2000年
- 1994年 イナコスの橋（土木学会田中賞、日本建築学会作品選奨）
- 1994年 A.CITYヒルズ&タワーズ（ひろしま街づくりデザイン賞大賞）
- 1995年 サンドーム福井（日本建築学会賞（業績）、公共建築賞優秀賞）
- 1995年 鯖江市健康スポーツ館
- 1996年 なみはやドーム
- 1998年 なら100年会館
- 2000年 群馬県立館林美術館（村野藤吾賞）

### 2001年 - 2010年
- 2001年 東京都江東高齢者医療センター
- 2002年 セラミックパークMINO（JSCA賞、日本免震構造協会賞）
- 2002年 ゲノムタワー
- 2004年 天津博物館
- 2004年 天津モニュメント
- 2004年 鬼石多目的ホール（BCS賞）
- 2005年 姶良市総合運動公園体育館
- 2007年 中央美術学院美術館
- 2007年 深圳文化中心
- 2008年 ハティバ闘牛場
- 2008年 日向市駅（日本構造デザイン賞）
- 2009年 永楽橋
- 2009年 川崎市立御幸小学校
- 2009年 高知駅
- 2009年 大田原市立黒羽中学校

### 2011年以後
- 2012年 旭川駅
- 2012年 ジョージア議会議事堂
- 2012年 東京大学法学部3号館
- 2012年 大多喜ガス千葉サービスセンター
- 2013年 勝浦警察署

## 主な著作

### 著書
- 1971年 「スペース・ストラクチャーの設計と実例」（共著）鹿島出版会
- 1975年 「吊構造」（共著）コロナ社
- 1994年 「建築構造パースペクティブ」（共著）日本建築学会
- 1967年 「現代建築の構造と表現」（共訳）彰国社
- 1987年 「建築概論」（共著）彰国社
- 1990年 「建築構造のしくみ - 力の流れとかたち (建築の絵本)」（共著）彰国社
- 1994年 「Felix Candela」（齋藤裕 (建築家)監修）TOTO出版
- 1998年 「法政大学建築学科50年の歩み」（分担執筆）法政大学建築学科同窓会
- 2002年 「エドゥアルド・トロハの構造デザイン」（監修・解説）相模書房
- 2007年 「構造と感性 I 構造家川口衞 丹下健三との作品を語る」法政大学建築学科同窓会
- 2008年 「構造と感性 II 膜と空気の構造」法政大学建築学科同窓会
- 2008年 「構造と感性 III つくり方をデザインする -パンタドーム構法ほか-」法政大学建築学科同窓会
- 2009年 「新建築臨時増刊 建築業協会賞50年 受賞作品を通して見る建築 1960-2009」（分担執筆）新建築社
- 2010年 「構造と感性 IV 木の構造デザイン」法政大学建築学科同窓会
- 2012年 「構造と感性 V ひろがる構造デザインの世界」法政大学建築学科同窓会
- 2013年 「力学・素材・構造デザイン」（共著）建築技術
- 2015年 「構造と感性 構造デザインの原理と手法」鹿島出版会

### 関連書籍
- 1998年	「構造家 青木繁の軌跡」（青木繁著）青木繁先生退職記念出版実行委員会
- 2010年 「構造デザインの歩み　構造設計者が目指す建築の未来」（JSCA構造デザインの歩み編集WG著）建築技術
- 2012年 「未像の大国 日本の建築メディアにおける中国認識」（松原弘典著）鹿島出版会
- 2013年 「丹下健三を語る 初期から1970年代までの軌跡」（槇文彦編著）鹿島出版会
- 2013年 「丹下健三とKENZO TANGE」（豊川斎赫著）オーム社
- 2014年 「20世紀を築いた構造家たち」（小澤雄樹著）オーム社
- 2014年 「現代の名匠」（鈴木博之著）建築画報